# Археологический музей Согамосо
Археологический музей Согамосо создал археолог Элиэсер Сильва Селис в 1952 году на месте бывшего некрополя цивилизации чибча, территория которого ныне входит в состав городской застройки города Согамосо в Колумбии.
В 2008 г. решением властей музею присвоено имя его основателя.

## Этнографический, ботанический и археологический парк
По археологическим останкам, а также описаниям, оставленным испанскими хронистами, удалось реставрировать здания индейцев, когда-то населявших эту местность — круглые здания с глинобитными стенами и куполовидными тростниковыми крышами.
В ботаническом саду культивируются многочисленные растения местного происхождения.

## Храм Солнца
См. также: es:Templo del Sol
На основании упомянутых источников и результатов собственных археологических изысканий Сильва Селис смог реконструировать храм с круглым основанием, деревянными колоннами и балками, стенами из бамбука, в ряде случаев покрытыми слоем глины, и тростниковой крышей в виде купола.
Некоторое время археологи полагали, что Храм Солнца был трёхэтажным — эта ошибка возникла из-за неверной интерпретации концентрических окружностей, оставшихся от установки колонн. Интерпретация была опровергнута на том основании, что никто из хронистов, видевших храм, не писал о его многоэтажности. О храме писали Хименес де Кесада и Хуан де Сан-Мартин в связи с произошедшим в нём пожаром.
Кроме того, строительные технологии чибча того времени не позволяли строить многоэтажные здания, если их балки связывались сизалевыми канатами.

## Археологический и этнографический музей
Музей состоит из двух блоков:
- выставочные залы;
- старое музейное здание и жилые помещения для административного персонала.

Выставочные залы находятся в блоке, состоящем из главного двухэтажного корпуса с двумя одноэтажными крыльями.
В одном из залов главного блока находится могила художника Эгинхарда Менгиуса (Eginhard Menghius), который последние десятилетия своей жизни посвятил исследованию этнографии Колумбии.

### Коллекции
В музее представлены антропологическая и этнографическая коллекции, археологические артефакты культуры чибча, а также произведения художников и скульпторов Эгинхарда Менгиуса, Давида Парра Каррансы, Мануэля Леона и Уго Мартинеса Гонсалеса.

## Священный источник Кончукуа (Кончупкуа)
Рядом с археологическим музеем находится источник, который в доколумбову эпоху был посвящён культу солнца. Здесь совершали свои церемонии местный касик и верховный жрец.

### Сокровища чибча-муисков
Сокровища, захваченные конкистадором Гонсало Хименесом де Кесадой на территории Колумбии у чибча-муисков, составили меньшее количество, чем захваченное Франсиско Писарро у инков, как видно из доклада королевских чиновников Хуана де Сан Мартина и Антонио де Лебрихи, принявших личное участие в походе (июль 1539):

Когда заместитель [Хименес де Кесада] вернулся в Тунху, было взвешено имевшееся золото, и взвешенное, составило, как в том, что было захвачено в Тунхе, так и у Согамосо и другое небольшое количество золота, захваченное в крае, вес в сто девяносто одна тысяча и сто девяносто четыре песо чистого золота, и другого, более низкопробного, золота тридцать семь тысяч двести тридцать восемь песо, и другого золота, называемого золотой лом, набралось восемнадцать тысяч триста девяносто песо. Была захвачена одна тысяча восемьсот пятнадцать изумрудных камней, среди которых имеются высококачественные камни, одни крупные, а другие — маленькие, и многообразные.— Хуан де Сан Мартин и Антонио де Лебриха. Доклад о завоевании Нового Королевства Гранада (июль 1539 года).